# Evropsko avtomobilistično prvenstvo
Evropsko avtomobilistično prvenstvo je bila najvišja dirkaška serija do ustanovitve Svetovnega prvenstva Formule 1. Potekalo je med letoma 1931 in 1939, razen v letih 1933 in 1934, ter je bilo sestavljeno iz dirk za Veliko nagrado, po ena najpomembnejša v državi.
Prvi dve sezoni 1931 in 1932 so sestavljale le po tri dirke. Obakrat Velika nagrada Italije in Velika nagrada Francije, v prvi sezoni je bila tretja dirka Velika nagrada Belgije, v drugi pa Velika nagrada Nemčije.
V tretji sezoni 1935 je bilo prvenstvo sestavljeno iz dirk za Veliko nagrado Belgije, Nemčije, Italije, Španije in Švice (Najpomembnejša dirka tistega časa, Velika nagrada Francije, je bila izpuščena zaradi užaljenosti Francozov, ker so prvenstvo predlagali Nemci).
V sezoni 1936 sta odpadli Španija in Belgija, dodana pa je bila dirka za Veliko nagrado Monaka. V sezoni 1937 se je Belgija vrnila. Za sezono 1938 je izpadel Monako, Belgija je bila spremenjena v dirko športnih avtomobilov, končno pa je bila dodana Francija. v zadnji sezoni 1939 je izpadla Italija, Belgija pa se je vrnila.
- Sezona 1931: Velika nagrada Italije, Velika nagrada Francije, Velika nagrada Belgije
- Sezona 1932: Velika nagrada Italije, Velika nagrada Francije, Velika nagrada Nemčije
- Sezona 1935: Velika nagrada Belgije, Velika nagrada Nemčije, Velika nagrada Švice, Velika nagrada Italije, Velika nagrada Španije
- Sezona 1936: Velika nagrada Monaka, Velika nagrada Nemčije, Velika nagrada Švice, Velika nagrada Italije
- Sezona 1937: Velika nagrada Belgije, Velika nagrada Nemčije, Velika nagrada Monaka, Velika nagrada Švice, Velika nagrada Italije
- Sezona 1938: Velika nagrada Francije, Velika nagrada Nemčije, Velika nagrada Švice, Velika nagrada Italije
- Sezona 1939: Velika nagrada Belgije, Velika nagrada Francije, Velika nagrada Nemčije, Velika nagrada Švice

Sistem točkovanja (zmagal je dirkač z najmanj točkami):
- Zmaga - 1 točka
- 2. mesto - 2 točki
- 3. mesto - 3 točke
- 4. mesto in navzdol za vse dirkače, ki so prevozili vsaj tri četrtine razdalje - 4 točke
- Vsi dirkače, ki so prevozili vsaj polovico razdalje - 5 točk
- Vsi dirkače, ki so prevozili vsaj četrtino razdalje- 6 točk
- Vsi dirkače, ki so prevozili manj kot četrtino razdalje - 7 točk
- Vsi dirkači, ki niso štartali - 8 točk

## Rezultati
| Sezona    | Dirkač                                      | Moštvo                                      | Pole                                        | Zmage                                       | Stopničke                                   | Naj. krogi                                  | Točke                                       | Razlika (toč)                               | Velike nagrade | Velike nagrade | Velike nagrade | Velike nagrade | Velike nagrade |
| --------- | ------------------------------------------- | ------------------------------------------- | ------------------------------------------- | ------------------------------------------- | ------------------------------------------- | ------------------------------------------- | ------------------------------------------- | ------------------------------------------- | -------------- | -------------- | -------------- | -------------- | -------------- |
| 1931      | Ferdinando Minoia                           | Alfa Romeo                                  | 0                                           | 0                                           | 2                                           | 0                                           | 10                                          | 0                                           | ITA            | FRA            | BEL            |                |                |
| 1932      | Tazio Nuvolari                              | Alfa Romeo                                  | 0                                           | 2                                           | 3                                           | 2                                           | 4                                           | 4                                           | ITA            | FRA            | NEM            |                |                |
| 1933-1934 | Brez prvenstva                              | Brez prvenstva                              | Brez prvenstva                              | Brez prvenstva                              | Brez prvenstva                              | Brez prvenstva                              | Brez prvenstva                              | Brez prvenstva                              | Brez prvenstva | Brez prvenstva | Brez prvenstva | Brez prvenstva | Brez prvenstva |
| 1935      | Rudolf Caracciola                           | Mercedes-Benz                               | 0                                           | 3                                           | 4                                           | 1                                           | 11                                          | 6                                           | BEL            | NEM            | ŠVI            | ITA            | ŠPA            |
| 1936      | Bernd Rosemeyer                             | Auto Union                                  | 1                                           | 3                                           | 3                                           | 3                                           | 10                                          | 5                                           | MON            | NEM            | ŠVI            | ITA            |                |
| 1937      | Rudolf Caracciola                           | Mercedes-Benz                               | 3                                           | 3                                           | 4                                           | 2                                           | 13                                          | 2                                           | BEL            | NEM            | MON            | ŠVI            | ITA            |
| 1938      | Rudolf Caracciola                           | Mercedes-Benz                               | 0                                           | 1                                           | 4                                           | 0                                           | 8                                           | 7                                           | FRA            | NEM            | ŠVI            | ITA            |                |
| 1939      | Hermann Lang ali Hermann Paul Müller (spor) | Hermann Lang ali Hermann Paul Müller (spor) | Hermann Lang ali Hermann Paul Müller (spor) | Hermann Lang ali Hermann Paul Müller (spor) | Hermann Lang ali Hermann Paul Müller (spor) | Hermann Lang ali Hermann Paul Müller (spor) | Hermann Lang ali Hermann Paul Müller (spor) | Hermann Lang ali Hermann Paul Müller (spor) | BEL            | FRA            | NEM            | ŠVI            |                |